# Krishnarajapura
Krishnarajapura è una città dell'India di 187.453 abitanti, situata nel distretto di Bangalore Urbana, nello stato federato del Karnataka. In base al numero di abitanti la città rientra nella classe I (da 100.000 persone in su).

## Geografia fisica
La città è situata a 13° 01' 32 N e 77° 41' 47 E.

## Società

### Evoluzione demografica
Al censimento del 2001 la popolazione di Krishnarajapura assommava a 187.453 persone, delle quali 98.107 maschi e 89.346 femmine. I bambini di età inferiore o uguale ai sei anni assommavano a 21.264, dei quali 11.069 maschi e 10.195 femmine. Infine, coloro che erano in grado di saper almeno leggere e scrivere erano 145.280, dei quali 81.863 maschi e 63.417 femmine.